# Heinrich Koch (Unternehmer, 1829)
Carl Wilhelm Heinrich Koch (* 9. September 1829 in Beseritz, Mecklenburg-Strelitz; † 23. Januar 1866 in Bielefeld) war ein deutscher Mechaniker und zusammen mit Carl Baer Gründer der ersten Bielefelder Nähmaschinenfabrik.

Heinrich Koch, um 1865

## Leben und Wirken

### Ausbildung in Mecklenburg und erste Erfahrungen in Berlin
Heinrich Koch wurde in Beseritz als Sohn von Holländer Koch und Sophia Friederica Sabina Kriebel geboren. Nach Abschluss einer Schlosserlehre bei Johann Christoph Ludwig Zander in Friedland wurde Heinrich Koch Mitarbeiter der Maschinenfabrik Borsig in Berlin. Dort entwickelte er großes Interesse an der in Deutschland noch neuen Nähmaschinentechnik. Er wechselte zunächst zur Nähmaschinenfabrik von J. H. Jahrmark, Berlin, danach zu Carl Beermann, wo er sich als Werkmeister intensiv mit der Weiterentwicklung der Nähmaschinentechnik befasste. Dort lernte er den Schlosser Carl Baer kennen. Beide erkannten das Potential der neuen Technologie und beschlossen, typisch für die beginnende Gründerzeit in Deutschland, in die neue Technik zu investieren.

### 1860: Gründung von „C. Baer & Koch“ in Bielefeld
Auf der Suche nach einem geeigneten Standort und Marktumfeld entschieden Koch und Baer sich für Bielefeld, da die dort aufstrebende Leinen- und Wäscheindustrie gute Absatzmöglichkeiten für Industrienähmaschinen bot. Zur Jahreswende 1860/1861 gründeten sie die erste Nähmaschinenmanufaktur in Bielefeld am Gehrenberg, heute Alter Markt, unter dem Namen „C. Baer & Koch“. Die ersten Maschinen wurden hauptsächlich im handwerklichen Verfahren am Schraubstock hergestellt, wobei die maschinelle Ausrüstung aus Drehbank, Bohrmaschine und Schleifmaschine bestand.
1861 beschäftigten sie bereits 14 Mitarbeiter, darunter spätere Unternehmer wie Nicolaus Dürkopp, den Mitbegründer der Bielefelder Dürkoppwerke und Friedrich Gildemeister, der 1870 die „Gildemeister Werkzeugmaschinenfabrik Gildemeister & Comp.“ (heute DMG Mori AG) gründete. 1862 erfolgte der Umzug in ein neu errichtetes Fabrikgebäude an der Bahnhofstraße Nr. 16 in Bielefeld. Am 5. November des gleichen Jahres heiratete Koch die Tochter seines Lehrherrn, Auguste Friederike Dorothea Zander.

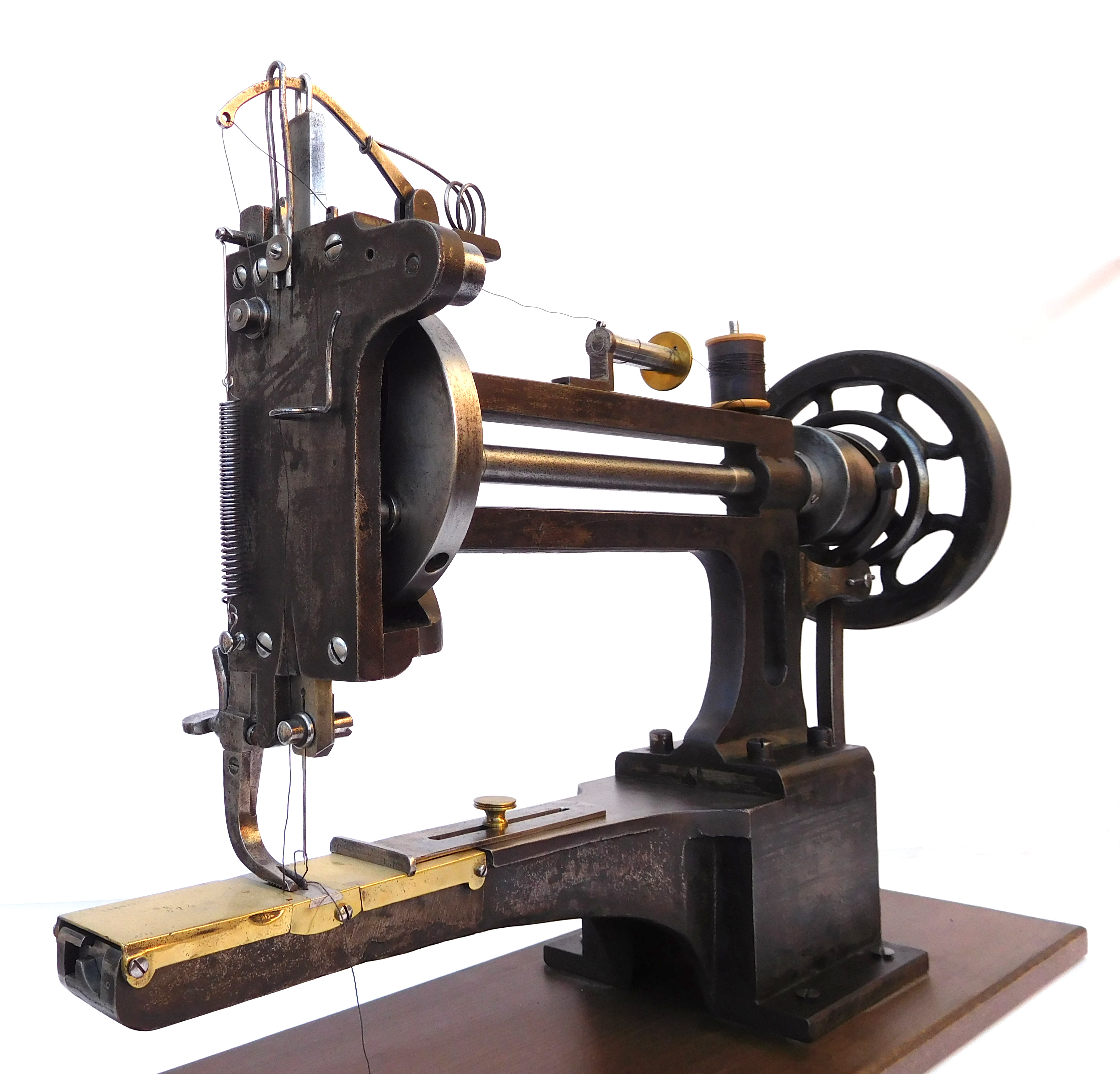
Schneidermaschine C. Baer & Koch, Baujahr um 1864, Serien Nr. 574

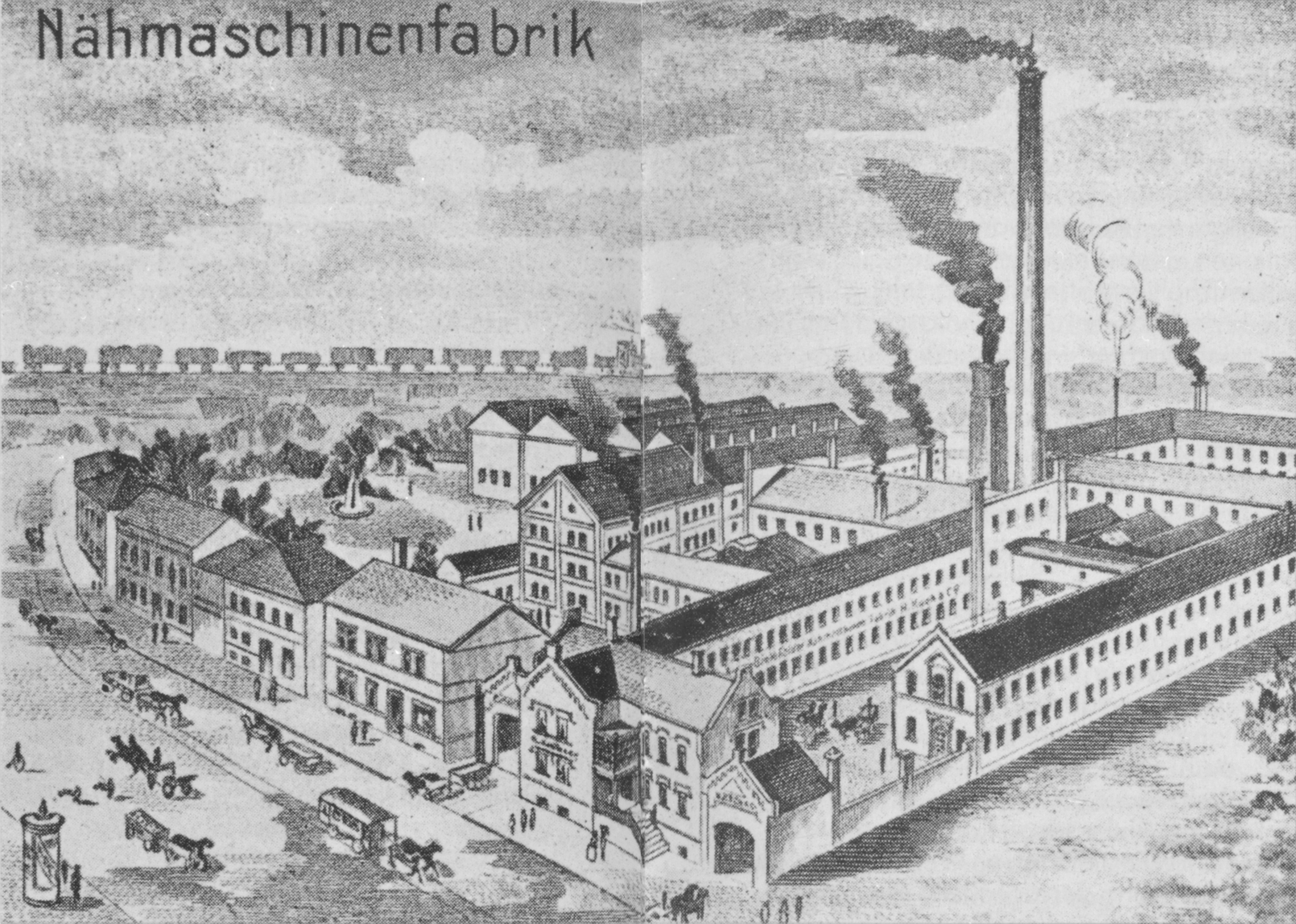
Fabrikgebäude H. Koch & Co., um 1865, idealisierte Darstellung

Koch leitete die Fabrikation, Baer den Vertrieb. Die Produktion umfasste die sogenannte „Bielefelder Einsatzmaschine“, Maschinen nach dem System Wheeler & Wilson und Grover & Baker sowie eine Zylindermaschine eigener Konstruktion. Zudem engagierte er sich in Bielefeld sozialreformerisch. 1863 war er Gründungsmitglied und Kassenwart des Bielefelder Arbeiterbildungsvereins.

### 1865: „Heinrich Koch & Co.“
1865 trennten sich Baer und Koch. Heinrich Koch führte die Firma unter dem Namen „H. Koch & Co.“ weiter. Im Januar 1866 starb Heinrich Koch im Alter von 36 Jahren an einem Lungenleiden.
Sein Engagement wurde in einem Zeitschriftennachruf des Arbeiterbildungsvereins gewürdigt: „Mit dem Ableben des Nähmaschinen-Fabrikanten Herrn Koch hat der Verein einen herben Verlust erlitten. Er war der erste Arbeitgeber, der den wenigen Arbeitern thätig und treu bei der Gründung des Vereins zur Seite stand; […] Vieles haben wir dem Verstorbenen zu danken, und wir bedauern tief, daß er auch uns so schnell entrissen wurde.“

### Das Unternehmen nach 1866
Nach Heinrich Kochs Tod übernahm seine Frau Auguste die Geschäftsführung von H. Koch & Co. und führte das Unternehmen zunächst erfolgreich weiter.
In den 1880er Jahren kam es jedoch zu wirtschaftlichen Schwierigkeiten. Zu Beginn des Jahres 1885 informierten schließlich die Meister die Mitarbeiter vor der Auszahlung des Wochenlohnes, dass die Firma eine Veränderung im Umgang mit „kleinen Materialien, wie Feilen“, plane. Danach sollten die Arbeiter das „Kleinwerkzeug“ selbst anschaffen, wofür sie entsprechend höhere „Accordsätze resp. Löhne“ erhielten. Während unter den Arbeitern nun heftig über diesen „neuen Modus“ diskutiert wurde, sah die Firmenleitung darin fortgesetzte Agitation und entließ am 4. März zwei „als Hauptanführer bekannte Arbeiter“. Daraufhin legten die Arbeiter ihre Arbeit nieder. Es entstand eine große Nervosität, weil man befürchtete, dass der Streik auf andere Fabriken übergreifen könne. „Streikbrecher“ wurden in der Bahnhofstraße, an der das Firmengebäude der Nähmaschinenfabrik stand, „durch Drohungen und sogar Mißhandlungen“ aufgefordert, die Arbeit einzustellen oder gar nicht erst aufzunehmen, berichtete die „Westfälische Zeitung“. Täglich sammelten sich auf dem Jahnplatz „große Menschenmengen“, die über die Bahnhofstraße zur Nähmaschinenfabrik zogen, dabei „nicht allein den Verkehr“ hemmten, sondern „durch ihr wüstes Geschrei die Anwohner“ beängstigten. Arbeiter, von denen aus der Sicht der konservativen „Westfälischen Zeitung“ „viele sonst ruhige und ordentliche Leute waren“, ließen sich „durch solche tumultuarische Auftritte […] zu Gewalthätigkeiten hinreißen“.
Am Freitag, dem 27. März, mittags um halb eins, zog schließlich eine „Soldatenabteilung“ zum Kochschen Grundstück an der Bahnhofstraße, „um etwaige weitere Ruhestörungen im Keime zu ersticken“. Es „flogen unter wüstem Hurrahrufen Steine und andere Gegenstände in die Fenster“. Oberbürgermeister Bunnemann versuchte die Menschenmenge zu beruhigen, aber er wurde „mit Tumult unterbrochen“. Als bei einem Zusammenstoß zwischen Soldaten und Streikenden Soldaten auf „das Menschengewoge“ stießen, wurden die Demonstranten mit „Trommelwirbel“ zum Räumen der Straße aufgefordert. Gleichzeitig ertönte das Kommando „Zur Attaque, Gewehr rechts, fällt das Gewehr, Marsch, Marsch, ausschwärmen“ und „in wilder Angst“ flohen die Menschen vor „Gewehrkolben und Bajonetten“. Etwa 40 Personen wurden verhaftet. Die blutige Auseinandersetzung dauerte kaum länger als eine dreiviertel Stunde. Gegen 22.30 Uhr zogen die Kompanien wieder in die Kaserne zurück. Am 28. März 1885 erklärte Oberst Otto Köppen von der Bielefelder Garnison auf Antrag des Regierungspräsidenten Adolf von Pilgrim den Belagerungszustand für die Stadt Bielefeld und die Amtsgemeinde Gadderbaum-Sandhagen.
Um den Streik zu beenden, bot Pastor Friedrich von Bodelschwingh seine Vermittlung an. Die Arbeiter lehnten allerdings ab. Am 8. April, am ersten Arbeitstag nach dem fünfwöchigen Streik, wurde der militärische Belagerungszustand wieder aufgehoben.

### Entwicklung 1889–1990
Am 28. September 1889 starb Auguste Koch. Die Geschäftsleitung konzentrierte sich nun bis in die erste Hälfte des 20. Jahrhunderts auf den Bereich der industriellen Näh- und Bekleidungstechnik und prägte den Markennamen „Adler“ für die erfolgreichen Spezialnähmaschinen.
1990 erfolgte die Fusion von Kochs Adler AG mit der Dürkoppwerke AG zur Dürkopp Adler AG, heute Dürkopp Adler GmbH.